# Ухулова, Реджеп
Реджеп Ухулова — советский хозяйственный, государственный и политический деятель, Герой Социалистического Труда.

## Биография
Родилась в 1919 году в селе Караман. Член КПСС.
С 1938 года — на хозяйственной, общественной и политической работе. В 1938—1984 гг. — секретарь, учитель ликбеза, учитель начальных классов семилетней школы № 2 в селе Ялавач, учитель, директор школы № 7 колхоза «Ленинград» в родном селе Караман Серахского района, заведующая отделом райкома Компартии Туркменистана по работе среди женщин, директор средней школы № 6 Серахского района Туркменской ССР.
Указом Президиума Верховного Совета СССР от 1 июля 1968 года за большие заслуги в деле обучения и коммунистического воспитания учащихся присвоено звание Героя Социалистического Труда с вручением ордена Ленина и золотой медали «Серп и Молот».
Делегат XXVI съезда КПСС.
Умерла в посёлке Серахс после 1986 года.